# 宇津宮雅代
宇津宮 雅代（うつのみや まさよ、1948年〈昭和23年〉3月6日 - ）は、日本の女優。東京都葛飾区出身。宇都宮雅代は誤り。

## 人物・来歴
青山学院女子短期大学卒業。中退。
文学座付属演劇研究所第8期生を経て入団。
1970年代に活躍したが、1982年5月のカンヌ国際映画祭受賞作品「雪華葬刺し」を最後に一度芸能界を引退。
1973年、同じ文学座に所属していた西岡徳美（現・西岡徳馬）と結婚。女児をもうけたが、2年後に離婚。
1978年、三浦洋一と舞台での共演が縁で連れ子である女児を伴って2度目の結婚。しかし、1988年、2児を連れて渡英。1993年に正式離婚に至った。
1990年、ウェストサリー芸術デザイン大学のガラス科に入学し、コールドガラスを専攻。その後、同大学テクスタイル科で染色、織物、デザインの基礎を学び、1995年、アルフレッド王大学テクスタイル・ファッション科で染色・インテリア・デザインを学んだ。それから2000年に復帰する。

## 出演

### テレビドラマ
- 『お庭番』第21話・第22話「忍び化粧」（1968年、日本テレビ・C.A.L）- 皇女和宮 ※テレビドラマデビュー作品
- 『仇討ち』第11話「或る日の大石内蔵助」（1968年、TBS・東京映画）※原作: 芥川龍之介「或日の大石内蔵助」
- ポーラテレビ小説（TBS）
  - 『パンとあこがれ』（1969年）- 吉本綾 ※本格デビュー作
  - 『大変だァ』（1970年）- 塙巴絵 ※原作: 遠藤周作
  - 『お登勢』（1971年）※原作: 船山馨、主演: 音無美紀子（デビュー）
  - 『おりん 東京開花奇談』（1979年）- 小川たか
- 『右門捕物帖』第19話「小雪絵図」（1969年、日本テレビ・東宝）- 小雪（おゆき）※中村吉右衛門版、原作: 佐々木味津三
- 二ホンサカリアワー『魔像・十七の首』（1969年、ABC）※原作: 林不忘「魔像」
- 『鬼平犯科帳』（NET・東宝） ※八代目松本幸四郎版、原作: 池波正太郎
  - 第1シリーズ 第10話「女掏摸（めんびき）お富」（1969年）- お富
  - 第2シリーズ 第14話「平松屋おみつ」（1972年）- おみつ
- 『冬の庭[2]』（1970年、NHK総合）※原作: 芝木好子
- 『大坂城の女』（1970年、関西テレビ・東映）- 千姫（後期）
- 東芝日曜劇場（TBS）
  - 『偽りの季節』（1970年、ABC）※原作: 曾野綾子「或る詐欺師の敗北」
  - 『やがて春』（1980年、MBS）
- ナショナルカラー劇場（TBS・C.A.L）
  - 『大岡越前』第1部～第6部（1970年 - 1982年）- 初代雪絵
  - 『水戸黄門』
    - 第4部 第8話「忍び狩り -米沢-」（1973年3月12日）- 秋山袖
    - 第5部 第8話「一寸の虫にも五分の魂・金沢」（1974年5月20日）- 奥村志津
    - 第6部 第7話「姫だるまに似た女・大分」（1975年5月12日）- 雑賀綾
    - 第7部 第17話「黄門さまの駒裁き・天童」（1976年9月13日）- お香
    - 第29部 第20話「岸壁に祈る母・柏崎」（2001年8月13日）- お常
    - 第36部 第9話「御老公の悪党志願!・小浜」（2006年9月18日）- お峯
- ファミリー劇場『めぐり逢い』（1970年、日本テレビ・東宝）※原作: 福田清人『若草』
- ナショナルゴールデン劇場（NET）
  - 『北条政子』（1970年）- 静御前 ※原作: 永井路子
  - 『さやえんどう』（1975年）- あやめ
  - 500回記念番組『どてかぼちゃ』（1975年）- 純子
- 『恋愛術入門』第15話「飛んで来た花嫁」（1971年1月31日、TBS・国際放映）- みやこ
- 『女の顔』（1971年、東京12チャンネル・松竹）- 津奈木まさき ※主演。原作: 平岩弓枝
- 『人形佐七捕物帳』第25話「怪奇・鬼娘」（1971年、NET・東宝） - お鶴 ※林与一版、原作: 横溝正史
- 『夫婦学校』（日本テレビ）
  - 第1期 第9話「お実家へようこそ」（1971年）
  - 第2期 第8話「奥さまふたり」（1972年）
- 『おたふく物語[2]』（1972年、NHK総合）※原作: 山本周五郎「おたふく」「妹の縁談」「湯治」
- 『市川崑劇場 木枯し紋次郎』（フジテレビ・C.A.L）※原作: 笹沢佐保
  - 第1シリーズ 第2話「地蔵峠の雨に消える」（1972年）- 千代
  - 第2シリーズ 第36話「雪燈籠に血が燃えた」（1973年）- お春
- 『江戸巷談 花の日本橋』（関西テレビ・東映）
  - 第17話「怪談腕くらべ」（1972年1月25日）
  - 第18話「女泥棒の恋」（1972年2月1日）
- 四騎の会ドラマシリーズ『ただいま浪人』（1972年、フジテレビ・四騎の会[注釈 1]）※原作: 遠藤周作
- 『おらんだ左近事件帖』第21話「雛人形は知っていた」（1972年、フジテレビ・東宝）- 琴江 ※原作: 柴田錬三郎
- ポーラ名作劇場『日曜日にはバラを』（1972年、NET）※原作: ジョルジュ・シムノン「ドナデュの遺書」
- 『眠狂四郎』第10話「荒野に女郎花が咲く」（1972年、関西テレビ）※田村正和版、原作: 柴田錬三郎「眠狂四郎無頼控」
- 『市川崑シリーズ・追跡』第6話「悲しき天使」（1973年、関西テレビ・C.A.L・活動屋）※原作: 三好徹「汚れた海」『「天使」シリーズ』
- 『後妻の泣きどころ』（1973年6月30日、日本テレビ）- 千恵
- 『無宿侍』（1973年、フジテレビ・国際放映）- さと
- 『剣と風と子守唄』第2話「ふたり父さま」（1975年、日本テレビ・三船プロダクション）- るい ※原案: 宮川一郎
- 『鬼平犯科帳』第19話「いろおとこ」（1975年、NET・東宝）- おせつ ※丹波哲郎版
- 愛のサスペンス劇場（日本テレビ）: 主演
  - 『からみ合い 欲望』（1975年、C.A.L）※原作: 南條範夫「からみ合い」
  - 『薪能（たきぎのう）』（1977年、ユニオン映画）- 和泉昌子 ※原作: 立原正秋
- 『影同心』第8話「女のかたき殺し節」（1975年、MBS・東映）- お蓉
- グランド劇場（日本テレビ）
  - 『男なら』（1975年）- 植草邦子
  - 『ありがとうパパ』（1977年）- 宇野康子
  - 『秋日記』（1977年）- 朝田弘子
  - 『オレの愛妻物語』（1978年）- 猫田久代
  - 『熱中時代・刑事編』（1979年）- 菅谷茂子
- 『痛快! 河内山宗俊』第17話「火と燃えよ 恋のかよい路」（1976年、フジテレビ・勝プロダクション）
- 『俺たちの旅』第17話「父親は淋しい生き物なのです」（1976年、日本テレビ・ユニオン映画）- 安西かずみ
- 『われは海の子』（1976年、TBS・C.A.L）- 尾崎節子
- 金曜劇場『あがり一丁!』（1976年、日本テレビ）- 石田恵子
- 『大江戸捜査網』第3部 第136話「涙の操り人形」（1976年4月24日、東京12チャンネル・三船プロ）- お島 ※主演: 里見浩太朗
- NHK特集（NHK）
  - 『明治の群像 海に火輪を』第4回、第5回「鹿鳴館 ～条約改正～[2]」（1976年）- 和泉小夜子
  - NHK月曜特集『炎の海 -画家・青木繁の愛と死-[2]』（1978年）
- 『必殺仕業人』第23話「あんたこの女の性をどう思う」（1976年、ABC・松竹）- 雪
- 同心部屋御用帳 江戸の旋風シリーズ（フジテレビ・東宝）※原作: 島田一男
  - 『江戸の旋風II』第14話「女の通り雨」（1976年）- おしの
  - 『江戸の旋風IV』第10話「岡っ引の娘」（1979年）- おこま
- 水曜ドラマシリーズ『女の勲章』（1976年、フジテレビ）- 津川倫子 ※原作: 山崎豊子、1976年版
- 『新・座頭市』第1シリーズ 第2話「父恋い子守唄」（1976年、フジテレビ・勝プロダクション）- 蔦蔓のおりん ※原作: 子母沢寛
- 『もう一つの鍵[2]』（1976年、NHK）
- 『この世の花』（1977年、読売テレビ・松竹）- 峰岸幸代（「かわら版」の女将）※原作: 北条誠
- 『新・木枯し紋次郎』第13話「明日も無宿の次男坊」（1977年、東京12チャンネル・C.A.L・映像京都）- お糸 ※原作: 笹沢佐保
- 土曜劇場『魂の試される時』（1978年、フジテレビ・勝プロダクション）- 山下愛子 ※原作: 丹羽文雄
- 『大空港』第2話「国際空港1978年夏」（1978年、フジテレビ・松竹）
- 日曜恐怖シリーズ（関西テレビ）
  - 第6回『女人まんだら』（1978年、国際放映）※1978年放送分
  - 第11回『誰かが見ている』（1979年、大映テレビ）※原作: 戸川昌子、1979年放送分
- 『判決』（テレビ朝日）
  - 高橋英樹版（1978年）※原案: 高橋玄洋、1978年版
  - 高橋英樹版（1979年）※原作: 和久峻三「弁護士・花吹省吾」シリーズ、1979年版
- 『あめりか物語』第2回「日系人の小屋を襲う白人のライフル[2]」（1978年、NHK）※全4回
- 土曜ワイド劇場（テレビ朝日）
  - 『刑事 湿原に幻の鶴を見た』（1978年、大映映像・俳優座映画放送）
  - 『赤いさそりの美女 江戸川乱歩の「妖虫」』（1979年、松竹）- 殿村京子[注釈 2]
  - 『田舎刑事3 まぼろしの特攻隊』（1979年、テレパック）- 権田幸子 ※監督: 森﨑東[3]
  - 『生きていた死美人 病院偽装殺人』（1979年、大映映像）- 丹羽不二子・ひろみ 原案: 舟橋和郎
  - 『松本清張の紐 恐怖の大回転遊覧車』（1979年、松竹）- 梅田静子
  - 『京都妖怪地図1・嵯峨野に生きる900歳の新妻』（1980年、ABC・松竹）- 香織
  - 『京都妖怪地図2・きらら坂に住む400歳の氷女』（1981年、ABC・松竹）- 九条沙織
  - 『横溝正史の鬼火 仮面の男と湖底の女』（1983年、にっかつ撮影所）- 浦江、銀子
  - 『和久峻三ミステリー 京都殺人案内25』（2002年、ABC・松竹）- 鎌田織江 ※藤田まこと版、原作: 和久俊三「京都殺人案内」
  - 『広域捜査官楠錬三郎 北へ南へ2』（2002年、C.A.L）- 島村
  - 『温泉若おかみの殺人推理11』（2002年、大映テレビ）- タケ子
  - 『和久峻三ミステリー 新・赤かぶ検事奮戦記15』（2003年、松竹）- 松田みどり ※原作: 和久俊三「赤かぶ検事シリーズ」
  - 『混浴露天風呂連続殺人25』（2006年、ABC・テレパック）- 佐々木ふじ子
  - 『牟田刑事官事件ファイル33』（2007年、C.A.L）- 守屋鈴江  ※原作: 石沢英太郎「牟田刑事官事件簿」
- 月曜スター劇場『あすなろの詩』（1978年、日本テレビ）
- ゴールデンドラマシリーズ（フジテレビ）
  - 『死人狩り』（1978年 - 1979年、東宝）- 岩崎静香 ※原作: 笹沢左保、全5話
  - 『妻は霧のなかで』（1980年、PDS）
- 『チェックメイト78』第20話「警部とカメオ殺人事件」（1979年、ABC・テレパック）※原案: 鮎川哲也
- 特選サスペンス『俺が愛した謎の女』（1979年、読売テレビ）※原作: ルシール・フレッチャー｢スタンフォードへ80ドル｣、監督: 森﨑東[3]
- 金曜ドラマ（TBS）
  - 『突然の明日』（1980年）- 家里留美
  - 『熱い秋』（1980年 - 1981年）- 守谷郁
- 『なさけ坂旅館』（1980年、ABC）- 高津秋子
- 木曜ゴールデンドラマ（読売テレビ）
  - 『愛は海鳴りのごとく 唐人お吉』（1980年、テレキャスト）- おふく
  - 『チャップリン暗殺計画 世界の喜劇王を救ったのは誰か?』（1980年、テレビマンユニオン）
  - 『支笏湖殺人事件』（1981年）※原作: 草野唯雄
  - 『失われた眠り』（1982年）※原作: 南部樹未子
- 花王名人劇場『裸の大将放浪記』第3話「人の心は顔ではわからないので」（1980年、関西テレビ・東阪企画）- 緋乃 ※芦屋雁之助版、原作: 山下清
- 『それからの武蔵』（1981年、東京12チャンネル・中村プロダクション）- お悠（悠姫）※原作: 小山勝清
- 『和宮様御留』（1981年、関西テレビ）- 長橋局 ※原作: 有吉佐和子
- 銀河テレビ小説『復活』（1981年、NHK）※原作: レフ・トルストイ
- 時代劇スペシャル（フジテレビ）
  - 『風車の浜吉捕物綴』（1981年、映像京都・俳優座映画放送）※平幹二朗版
  - 『御金蔵破り』（1981年、東映）- おこう ※若山富三郎版、監督: 田中徳三
- 土曜ドラマ『遠雷と怒涛と』第3話（1982年、NHK）※原作: 湯郷将和、全3話
- ザ・サスペンス『松本清張の内海の輪』（1982年、TBS・大映テレビ）- 西田美奈子
- 金曜ミステリー劇場『のぶ子の災難』（1982年、TBS・大映テレビ）※原作: 有馬頼義「乃武子の災難」、全4話
- 火曜サスペンス劇場（日本テレビ）
  - 『孤独な果実』（2000年、5年D組）- 吉村志保
  - 『街の医者・神山治郎2』（2001年・東映）- 大槻佐代
  - 『女の家』（2002年）- 緒方早紀 ※原案: 橋本綾
  - 『弁護士・朝日岳之助20 堕ちた向日葵』（2003年、国際放映）- 前島絹江（定食屋「ひさご」女将）
  - 『容疑者』（2005年、東映）※原案: 宮川一郎
- ナショナル劇場『こちら本池上署』（2002年、TBS）- 水木久代
- 月曜ミステリー劇場（TBS）
  - 『横山秀夫サスペンス 陰の季節4・失踪』（2002年、"ザ・ワークス"）- 近藤有紀子 ※原作: 横山秀夫「看守眼」
  - 『財務捜査官 雨宮瑠璃子2 美容整形の誘惑が死を招く・・・謎の名門女子大連続殺人!! 25億の架空寄付金に秘められた驚愕の真実とは!? 領収書の暗号が真犯人を暴く』（2005年、ファインエンターテイメント）- 桂木文絵（光太郎の正妻・共和女子大学の創立者の娘）
  - 『十津川警部シリーズ35 金沢加賀殺意の旅』（2005年7月4日、テレパック）- 北川志げ子 ※渡瀬恒彦版
- サントリーミステリー大賞スペシャル『子盗り』（2002年、ABC・テレパック）※原作: 海月ルイ
- 『松本清張没後10年記念・ビートたけしドラマスペシャル・張込み』（2002年、テレビ朝日） - 柚木（主人公）の妻 ※2002年版
- 『はぐれ刑事純情派』（テレビ朝日・東映）
  - 第15シリーズ 第1話「伊勢志摩、真珠の海に消えたふたりの女 瞼の母は殺人犯!?」（2002年）- 広瀬和世
  - 第16シリーズ 第24話「さよなら里見刑事! 視姦!? 覗かれた真犯人」（2003年）- 広瀬昭子
- 金曜エンタテイメント（フジテレビ）
  - 『花村杏介シリーズ 娘道成寺伝説殺人事件』（2002年、ジャパンPRODUCE）- 市橋八重子
  - 『星に願いを ～七畳間で生まれた410万の星～ 』（2005年、"ウォルト・ディズニー・テレビジョン・インターナショナル ジャパン"）- 大平雅 ※原案: 大平貴之「プラネタリウムを作りました。～7畳間で生まれた410万の星～」
- ドラマ30『愛の110番』（2003年、中部日本放送）- 矢吹弘子 ※原作: 宮川一郎
- 女と愛とミステリー（テレビ東京・BSジャパン）
  - 『西村京太郎スペシャル 亀井刑事・十津川警部トラベルサスペンス 日本一周“旅号”殺人事件』（2003年4月23日、大映テレビ）- 柳沼郁子（三田の愛人）
  - 『温泉仲居探偵の事件簿2 宵待草殺人事件』（2003年10月15日）- 斉藤史恵（清掃員）※原案: 福島規子
  - 『捜査一課長・神崎省吾 椿の入れ墨をした女』（2004年8月11日、TSP）- 小野志津枝[4] ※原作: 高橋治「椿の入墨」『殺意の断崖』
- 木曜劇場『大奥 第一章』（2004年、フジテレビ・東映）- 阿茶局 ※2004年版
- 愛の劇場（TBS）
  - 愛の劇場35周年記念作品『コスメの魔法』Season1 Magic.2「～こころの窓」（2004年、KAZUMO）- 長谷川恭子 ※原作: あいかわももこ
  - 『すてきにコモン!』（2006年、総合企画アンテンヌ）- 北原頼子
- 木曜ミステリー『おみやさん』 第3シリーズ 第8話「消えた目撃者!! 手作りカレーに泣く女!!」（2004年、テレビ朝日・東映）- 山本竜子 ※原作: 石森章太郎
- 水曜ミステリー9（テレビ東京・BSジャパン）
  - 『不倫調査員片山由美7』（2005年、レオナ企画）- 檜華代 ※原作: 山村美紗「なぜにあなたは京都で死ぬの?」『京都の祭に人が死ぬ』
  - 『湯けむりドクター華岡万里子の温泉事件簿2 山姥の唄～白骨死体を8年間待った女』（2006年、テレパック）- 木村民子
  - 『神楽坂署生活安全課3』（2007年、ニューウェーヴ）- 西森千賀子
  - 『ドクター・ヨシカの犯罪カルテ2』（2007年、"セントラル・アーツ"）- 中原節子
- ドラマ・コンプレックス『時代屋の女房』（2006年、日本テレビ）- 今井さんの奥さん ※原作: 村松友視
- 月曜ゴールデン サスペンス特別企画『黙秘』（2006年、TBS、ニューウェーヴ）- 美恵子（白銀閣・女将）
- 内田康夫サスペンス 浅見光彦シリーズ24『漂泊の楽人』（2008年、TBS）- 漆原睦子 ※沢村一樹版

### 映画
- 『放課後』（1973年、東宝）- 小宮由紀
- 『異邦人の河』（1975年、緑豆社）- 柳恵栄
- 『新幹線大爆破』（1975年、東映）- 靖子
- 『青春の門 自立篇』（1977年、東宝）- 石井俊子 ※1975年・1977年版
- 『坊っちゃん』（1977年、松竹）- 〆香 ※1977年版
- 『危険な関係』（1978年、日活）- 渡瀬綾子 ※主演 原作: ピエル・コデルロス・ド・ラクロ、監督: 藤田敏八
- 『本日ただいま誕生』（1979年、東映）- 佐伯高子 ※原作: 小澤道雄『足無し禅師 本日ただいま誕生』
- 『雪華葬刺し』（1982年、大映京都・松竹）- 茜 ※原作: 赤江瀑
- 『呉清源〜極みの棋譜〜』（2006年、エスピーオー）- 金木
- 『怪談』（2007年、松竹）- お定
- 『ノン子36歳（家事手伝い）』（2008年、ゼアリズエンタープライズ）- ノン子の母
- 『アンダンテ 〜稲の旋律〜』（2010年、ゴーゴービジュアル企画）- 薮崎由利恵
- 『遠くの空』（2010年、ボイスアンドハート・スタイルジャム）- 張三順 ※監督: 井上春生

### 舞台
- 『幕末純情伝 龍馬を斬った女』（2008年、南座）※作・演出: つかこうへい、共演: 石原さとみ

### インターネットドラマ
- 『Cradle［クレイドル］ -眠れぬ夜の子守唄-』（2007年、日本ベーリンガーインゲルハイム）※全10話